# Armenien i olympiska sommarspelen 2012
Armenien deltog i de olympiska sommarspelen 2012 i London mellan den 27 juli och den 12 augusti 2012.

## Medaljörer
| Medalj | Namn                 | Sport         | Gren                                  |
| ------ | -------------------- | ------------- | ------------------------------------- |
| Silver | Arsen Julfalakjan    | Brottning     | Herrarnas grekisk-romersk stil, 74 kg |
| Brons  | Hripsime Churshudjan | Tyngdlyftning | Damernas +75 kg                       |
| Brons  | Artur Aleksanjan     | Brottning     | Herrarnas grekisk-romersk stil, 96 kg |

## Boxning
Herrar
| Boxare            | Gren       | Sextondelsfinal      | Åttondelsfinal       | Kvartsfinal          | Semifinal            | Final                | Final            |
| Boxare            | Gren       | Motståndare Resultat | Motståndare Resultat | Motståndare Resultat | Motståndare Resultat | Motståndare Resultat | Placering        |
| ----------------- | ---------- | -------------------- | -------------------- | -------------------- | -------------------- | -------------------- | ---------------- |
| Andranik Hakobjan | Mellanvikt | Gausha (USA) L RSC   | Gick inte vidare     | Gick inte vidare     | Gick inte vidare     | Gick inte vidare     | Gick inte vidare |

## Brottning
Herrar, fristil
| Brottare               | Gren   | Kvalomgång              | Åttondelsfinal       | Kvartsfinal           | Semifinal            | Återkval 1           | Återkval 2           | Final / Brons        | Final / Brons |
| Brottare               | Gren   | Motståndare Resultat    | Motståndare Resultat | Motståndare Resultat  | Motståndare Resultat | Motståndare Resultat | Motståndare Resultat | Motståndare Resultat | Placering     |
| ---------------------- | ------ | ----------------------- | -------------------- | --------------------- | -------------------- | -------------------- | -------------------- | -------------------- | ------------- |
| Mihran Jaburjan        | -55 kg | BYE                     | Escobar (HON) W 3–1  | S Yumoto (JPN) L 1–3  | Gick inte vidare     | Gick inte vidare     | Gick inte vidare     | Gick inte vidare     | 7             |
| David Safarjan         | -66 kg | BYE                     | Omar (EGY) W 5–0     | Tanatarov (KAZ) L 1–3 | Gick inte vidare     | Gick inte vidare     | Gick inte vidare     | Gick inte vidare     | 8             |
| Hajimurad Nurmagomedov | -84 kg | Abdusalomov (TJK) W 3–1 | Lashgari (IRI) L 0–5 | Gick inte vidare      | Gick inte vidare     | Gick inte vidare     | Gick inte vidare     | Gick inte vidare     | 11            |

Herrar, grekisk-romersk stil
| Brottare              | Gren    | Kvalomgång            | Åttondelsfinal           | Kvartsfinal          | Semifinal            | Återkval 1           | Återkval 2           | Final / brons        | Final / brons |
| Brottare              | Gren    | Motståndare Resultat  | Motståndare Resultat     | Motståndare Resultat | Motståndare Resultat | Motståndare Resultat | Motståndare Resultat | Motståndare Resultat | Placering     |
| --------------------- | ------- | --------------------- | ------------------------ | -------------------- | -------------------- | -------------------- | -------------------- | -------------------- | ------------- |
| Hovhannes Varderesjan | -66 kg  | Kim H-W (KOR) L 0–3   | Gick inte vidare         | Gick inte vidare     | Gick inte vidare     | Mulens (CUB) L 0–3   | Gick inte vidare     | Gick inte vidare     | 19            |
| Arsen Julfalakjan     | -74 kg  | BYE                   | Kobonov (KGZ) W 3–0      | Kikiniou (BLR) W 3–0 | Ahmadov (AZE) W 3–0  | i.u.                 | i.u.                 | Vlasov (RUS) L 0–3   | 2             |
| Artur Aleksanjan      | -96 kg  | Timoncini (ITA) W 3–0 | Rezaei (IRI) L 0–3       | Gick inte vidare     | Gick inte vidare     | Ildem (TUR) W 3–0    | Estrada (CUB) W 3–0  | Gick inte vidare     | 3             |
| Juri Patrikejev       | -120 kg | Baroyev (RUS) W 3–1   | Babajanzadeh (IRI) L 1–3 | Gick inte vidare     | Gick inte vidare     | Gick inte vidare     | Gick inte vidare     | Gick inte vidare     | 8             |

## Friidrott
- Huvudartikel: Friidrott vid olympiska sommarspelen 2012

Förkortningar
- Notera – Placeringar gäller endast den tävlandes eget heat
- Q = Kvalificerade sig till nästa omgång via placering
- q = Kvalificerade sig på tid eller, i fältgrenarna, på placering utan att ha nått kvalgränsen
- NR = Nationellt rekord
- N/A = Omgången inte möjlig i grenen
- Bye = Idrottaren behövde inte delta i omgången

Herrar
Fältgrenar
| Idrottare          | Gren          | Kval  | Kval      | Final            | Final            |
| Idrottare          | Gren          | Längd | Placering | Längd            | Placering        |
| ------------------ | ------------- | ----- | --------- | ---------------- | ---------------- |
| Melik Janojan      | Spjutkastning | 72,64 | 39        | Gick inte vidare | Gick inte vidare |
| Vardan Pahlevanjan | Längdhopp     | 6,55  | 40        | Gick inte vidare | Gick inte vidare |
| Arsen Sargsjan     | Längdhopp     | 7,62  | 25        | Gick inte vidare | Gick inte vidare |

Damer
Fältgrenar
| Idrottare            | Gren          | Kval  | Kval      | Final            | Final            |
| Idrottare            | Gren          | Längd | Placering | Längd            | Placering        |
| -------------------- | ------------- | ----- | --------- | ---------------- | ---------------- |
| Kristine Harutjunjan | Spjutkastning | 47,65 | 38        | Gick inte vidare | Gick inte vidare |

## Gymnastik
- Huvudartikel: Gymnastik vid olympiska sommarspelen 2012

### Artistisk
Herrar
| Idrottare     | Gren     | Kval    | Kval    | Kval    | Kval    | Kval    | Kval    | Kval   | Kval      | Final            | Final            | Final            | Final            | Final            | Final            | Final            | Final            |
| Idrottare     | Gren     | Redskap | Redskap | Redskap | Redskap | Redskap | Redskap | Totalt | Placering | Redskap          | Redskap          | Redskap          | Redskap          | Redskap          | Redskap          | Totalt           | Placering        |
| Idrottare     | Gren     | F       | PH      | R       | V       | PB      | HB      | Totalt | Placering | F                | PH               | R                | V                | PB               | HB               | Totalt           | Placering        |
| ------------- | -------- | ------- | ------- | ------- | ------- | ------- | ------- | ------ | --------- | ---------------- | ---------------- | ---------------- | ---------------- | ---------------- | ---------------- | ---------------- | ---------------- |
| Artur Davtjan | Mångkamp | 13,800  | 13,900  | 13,400  | 14,833  | 14,233  | 13,366  | 82,865 | 36        | Gick inte vidare | Gick inte vidare | Gick inte vidare | Gick inte vidare | Gick inte vidare | Gick inte vidare | Gick inte vidare | Gick inte vidare |

## Judo
Herrar
| Idrottare         | Gren                    | 32-delsfinal                | Sextondelsfinal             | Åttondelsfinal              | Kvartsfinal             | Semifinal            | Återkval                 | Bronsmatch           | Final                | Final            |
| Idrottare         | Gren                    | Motståndare Resultat        | Motståndare Resultat        | Motståndare Resultat        | Motståndare Resultat    | Motståndare Resultat | Motståndare Resultat     | Motståndare Resultat | Motståndare Resultat | Placering        |
| ----------------- | ----------------------- | --------------------------- | --------------------------- | --------------------------- | ----------------------- | -------------------- | ------------------------ | -------------------- | -------------------- | ---------------- |
| Hovhannes Davtyan | Extra lättvikt (-60 kg) | Englmaier (GER) W 1011–0002 | Mushkiyev (AZE) W 0101–0000 | Kossayev (KAZ) W 0100–0000  | Verde (ITA) L 0000–0001 | Gick inte vidare     | Milous (FRA) L 0002–0010 | Gick inte vidare     | Gick inte vidare     | Gick inte vidare |
| Armen Nazaryan    | Halv lättvikt (-66 kg)  | BYE                         | Ovinou (PNG) W 0100–0000    | Zagrodnik (POL) L 0102–0111 | Gick inte vidare        | Gick inte vidare     | Gick inte vidare         | Gick inte vidare     | Gick inte vidare     | Gick inte vidare |

## Skytte
En armenisk skytt kvalificerade sig till att tävla i London.
Herrar
| Namn              | Gren            | Kval               | Final            | Plats |
| ----------------- | --------------- | ------------------ | ---------------- | ----- |
| Norajr Bachtamjan | 10 m luftpistol | 579 poäng, rank 16 | Gick inte vidare |       |
| Norajr Bachtamjan | 50 m pistol     | 557 poäng, rank 18 | Gick inte vidare |       |

## Taekwondo
| Idrottare      | Gren             | Åttondelsfinaler     | Kvartsfinaler        | Semifinaer             | Återkval             | Bronsmatch           | Final                | Final     |
| Idrottare      | Gren             | Motståndare Resultat | Motståndare Resultat | Motståndare Resultat   | Motståndare Resultat | Motståndare Resultat | Motståndare Resultat | Placering |
| -------------- | ---------------- | -------------------- | -------------------- | ---------------------- | -------------------- | -------------------- | -------------------- | --------- |
| Arman Jeremjan | Herrarnas −80 kg | Michaud (CAN) W 8–4  | Mollet (NED) W 6–4   | Crismanich (ARG) L 1–2 | Bye                  | Muhammad (GBR) L 3–9 | Gick inte vidare     | 5         |